# Малафурис, Ламброс
Ламброс Малафурис (Lambros Malafouris) – греко-британский когнитивный археолог, который распространил концепции когнитивистики на памятники материальной культуры. Профессор когнитивной и антропологической археологии в Оксфордском университете. Известен как один из основоположников проекта «нейроархеологии» и теории материальной вовлеченности (Material Engagement Theory или MET), главная идея которой состоит в том, что материальные памятники археологической летописи являются памятниками древнего состояния разума человека.

## Исследования
Малафурис защитил докторскую диссертацию по археологии в 2005 году в Кембриджском университете под руководством Колина Ренфрю. Работая с Ренфрю, Малафурис разработал подход к изучению человеческого разума в прошлом и настоящем, известный как теория материальной вовлеченности (MET).
Эта теория имеет три центральных постулата:
- Познание является расширенным и энактивным, материальные формы культуры являются частью воплощенного разума, а познание есть результат взаимодействия мозга, тела и форм материальной культуры.
- Материальность обладает агентностью, поскольку материальные артефакты способны определять изменения в мозге и поведении человека.
- Значение (signification) возникает благодаря активному взаимодействию с материальными формами[4].

Важные идеи, разработанные Малафурисом:
- Идея метапластичности – пластичный человеческий разум "встроен и неразрывно включен в пластичную" материальную культуру[5].
- Мышление как вещнение – люди мыслят с помощью и посредством материальных вещей[6].
- Нейроархеология – археология, основанная на нейронауке[7].

## Награды
К. Ренфрю, совместно с Л. Малафурисом, в 2004 году получил Премию Бальцана на исследования в области когнитивной археологии в Институте археологических исследований имени Макдональда, Кембриджский университет.

## Публикации

### Монографии
- Malafouris, Lambros (2013). How Things Shape the Mind: A Theory of Material Engagement. MIT Press. ISBN 9780262019194.
- Koukouti, Maria-Danae; Malafouris, Lambros (2020). An Anthropological Guide to the Art and Philosophy of Mirror Gazing. Bloomsbury Academic. ISBN 9781350202634.